# Christoph Krupp
Christoph Krupp (* 13. Mai 1959) ist ein deutscher politischer Beamter (SPD). Von 2011 bis 2018 war er als Staatsrat Chef der Senatskanzlei der Freien und Hansestadt Hamburg.

## Leben
Krupp ist ein Sohn des Hamburger Senators und Wirtschaftswissenschaftlers Hans-Jürgen Krupp. Er ist Diplom-Physiker und hat im Bereich Klimaforschung/Klimafolgenforschung promoviert. Von 1995 bis 1996 war er Klimaschutzkoordinator der schleswig-holsteinischen Landeshauptstadt Kiel und anschließend bis 2001 wissenschaftlicher Mitarbeiter in der Hamburger Behörde für Stadtentwicklung und Umwelt im Bereich Energie und Klimaschutz. Von 2001 bis 2011 war er Bezirksamtsleiter des Bezirks Hamburg-Bergedorf. Er war vom 24. März 2011 bis 30. September 2018 als Staatsrat Chef der Senatskanzlei der Freien und Hansestadt Hamburg. Von Oktober 2018 bis Juni 2024 war er Sprecher des Vorstandes der Bundesanstalt für Immobilienaufgaben (BImA).
Zum 1. März 2021 wurde er zum Sonderbeauftragten der Bundesregierung für die Impfstoffproduktion in der Coronakrise ernannt. Hierbei war er dem Bundeswirtschaftsminister unterstellt. Diese Tätigkeit war auf einige Monate befristet, für diese Zeit war er von seinem Vorstandsposten in der Bundesanstalt für Immobilienaufgaben vorübergehend freigestellt.

## Privates
Christoph Krupp ist verheiratet und hat drei Kinder.